# (3656) Хемингуэй
(3656) Хемингуэй (лат. Hemingway) — типичный астероид главного пояса, открыт 31 августа 1978 года советским астрономом Николаем Черных в Крымской астрофизической обсерватории и 1 сентября 1993 года назван в честь американского писателя Эрнеста Хемингуэя.

## Обнаружение и именование
(3656) Хемингуэй
Открыт 31 августа 1978 года в Научном Н. С. Черных.
Назван в честь великого американского писателя Эрнеста Хемингуэя (1899—1961).
Оригинальный текст (англ.)3656 Hemingway
Discovered 1978-08-31 by Chernykh, N. at Nauchnyj.
Named in honor of Ernest Hemingway (1899—1961), great American writer.
Источники: DISCOVERY.DB; M.P.C. 22498.

## Орбита

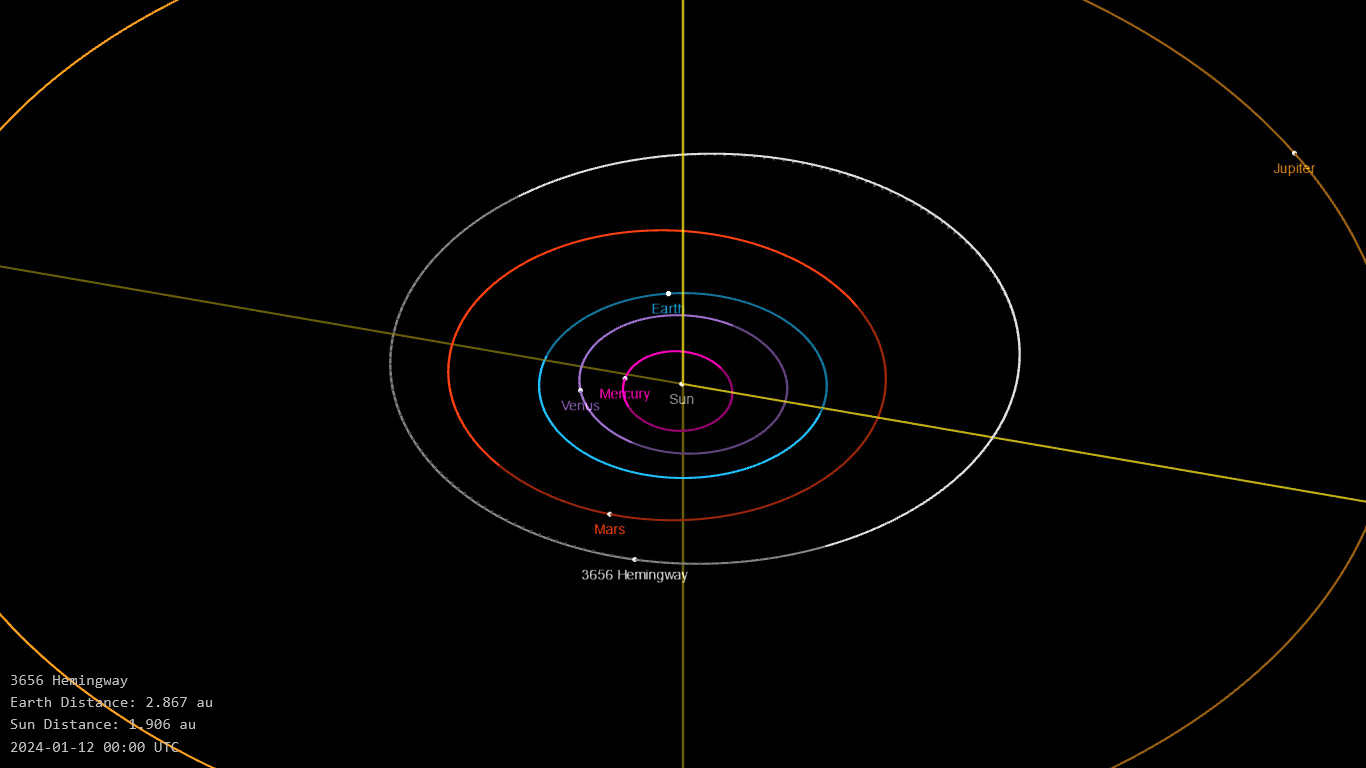
Орбита астероида Хемингуэй и его положение в Солнечной системе

## Физические характеристики
Астероид относится к таксономическому классу S.
По результатам наблюдений в видимом и ближнем инфракрасном диапазоне космического телескопа NEOWISE диаметр астероида сначала оценивался равным 5,312±0,022 км, позже — 5,291±0,101 км. Согласно тем же источникам альбедо оценивается как 0,2274±0,0481 и 0,229±0,030.